# Micaela Reis
Micaela Patrícia de Brito Reis (Luanda, 21 de dezembro de 1988) é uma modelo, apresentadora de televisão , actriz e produtora de cinema angolana. Foi a primeira miss da diáspora angolana a ganhar a coroa de Miss Angola.

## Carreira
Estreou-se como actriz em 2010 na série Voo Directo, exibida no canal de televisão de Portugal RTP1 e na Televisão Pública de Angola. Em 2011 estreou-se como apresentadora, à frente do Elite Model Look Angola 2011/12/13, Elite Model Look Moçambique 2011/2012 e Elite Model Look Cabo Verde 2012. Em 2012, foi a vilã de Windeck, telenovela angolana.Em 2021 a atriz assinou contrato com a Record Tv
Em 2017 Micaela concluiu o bacharelato em Artes Perfomativas — Cinema e Televisao pela New York Film Academy.[carece de fontes?]
Em 2023, Micaela Reis estreou-se no cinema como produtora executiva do filme "Jóia" um filme inspirado na história de vida de sua mãe que por sinal também é chamada de " Jóia".[carece de fontes?]

## Prémios
Micaela Reis foi eleita Miss Angola–Portugal 2006 e Miss Angola 2007, representando o seu país no concurso Miss Universo 2007, obtendo o sétimo lugar. Também representou Angola no concurso Miss Mundo 2007, ficando em segundo lugar, com a chinesa Zi Lin Zhang em primeiro lugar. Venceu ainda o concurso Miss Mundo Continental 2007 pelo continente africano.
Em 2019 venceu o prémio de Melhor Atriz na gala ‘Globos de
Ouro Angola – 2019’ com a série “Maison Afrochic – 2 temporada – Mundo Fox”.

## Filmografia

### Televisão
| Ano       | Título                         | Personagem               | Ref.  |
| --------- | ------------------------------ | ------------------------ | ----- |
| 2010–2011 | Voo Directo                    | Yara                     |       |
| 2011–2012 | Elite Model Look show (Angola) | ela mesma/ Apresentadora |       |
| 2012–2013 | Windeck                        | Victória Kajibanga       | [ 4 ] |

### Teatro
| Ano  | Título                   | Personagem |
| ---- | ------------------------ | ---------- |
| 2012 | História de Amor sem Fim |            |

### Cinema
| Ano  | Título       | Personagem |
| ---- | ------------ | ---------- |
| 2018 | Falso Perfil | Anacleta   |
| 2023 | Jóia         | Radialista |